# 佐竹僴一郎
佐竹 僴一郎（さたけ かんいちろう、1885年 - 1937年3月16日）は、日本の陸軍軍人。最終階級は騎兵大佐。

## 履歴
高知県香美郡田村（現在の南国市）に生まれる。共立学校、海南学校（現在の高知県立高知小津高等学校）を経て、1905年（明治38年）11月、陸軍士官学校（第18期）を卒業。翌年6月、陸軍騎兵少尉に任官。
陸軍騎兵学校教導隊長、陸軍士官学校馬術部教官、朝鮮龍山騎兵第二十八連隊長、豊橋陸軍教導学校騎兵隊長などを歴任。1936年（昭和11年）満洲に派遣され佐竹部隊長として活躍中に公傷を負い、翌年3月16日没。

## 階級
- 1906年（明治39年） 騎兵少尉
- 1928年（昭和3年） 騎兵中佐
- 1933年（昭和8年） 騎兵大佐